# Flughafen Araraquara

i7
i11
i13
Der Staatsflughafen Bartholomeu de Gusmão (portugiesisch Aeroporto Estadual Bartholomeu de Gusmão, IATA-Code: AQA, ICAO-Code: SBAQ) ist der Flughafen der Stadt Araraquara. Er ist nach dem Priester, Naturwissenschaftler und Erfinder Bartolomeu de Gusmão benannt.
Der Flughafen wird von Rede Voa betrieben.

## Geschichte
Der Flughafen wurde 1935 vom damaligen Bürgermeister der Stadt, Heitor de Souza Pinheiro, eröffnet und nach dem Priester Bartolomeu de Gusmão benannt.
Am 15. Juli 2021 gewann das Konsortium Rede Voa eine Konzession zum Betrieb des Flughafens für 30 Jahre.

## Fluggesellschaften und Ziele
Derzeit werden keine Linienflüge von oder nach Araraquara angeboten.

## Verkehrszahlen
Im Jahr 2019 verzeichnete der Flughafen 2688 Flugbewegungen. Dabei wurden 5919 Passagiere befördert.